# バルボフィラム・メデューサエ

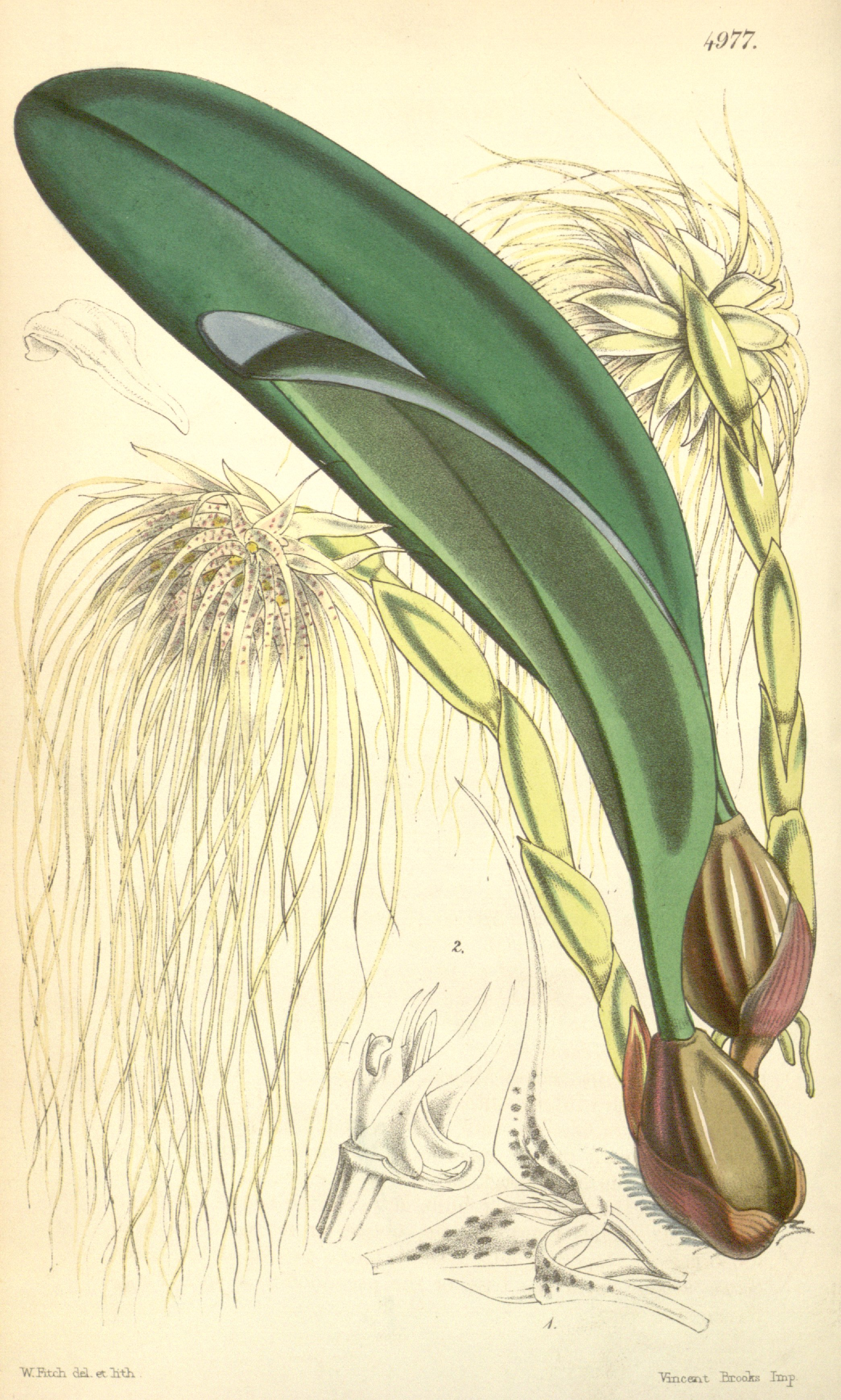
図版

バルボフィラム・メデューサエ Bulbophyllum medusae は、マメヅタラン属のラン科植物。花が小さいのに花弁が極端に細長く、それを多数まとめてつけるため、ほっす状の奇妙な姿になる。

## 特徴
常緑性草本で着生植物。偽鱗茎は匍匐茎上に間を置いて付き、円錐形で高さは2cm。先端に長さ12-15cmの線状楕円形の葉をつける。
花茎は長さ15cm程になり、苞に包まれ、先端に多数の花を密生する。花は長さ12-15cm、白から淡黄色。萼片、特に側萼片は糸状に長く伸び、基部はやや幅広く、ここに暗紫色の斑点がある。側花弁と唇弁はいずれもきわめて小さく、先端は尖る。外見的には長い萼片が花の密集した中心から放射状に出て、先端が垂れるので、その見かけはほっすのようなものとなる。花には異臭がある。花の寿命は短い。
学名の種小名はギリシャ神話の髪が蛇である怪物メデューサに由来し、この花の姿を指したものである。

## 分布と生育環境
タイ南部からマレー半島、スマトラ、ボルネオに産し、フィリピンにもあるとの説もある。高温多湿な熱帯雨林に生育し、半日陰の樹幹に着生する。

## 利用
洋ランとして栽培される。外見では他に例のない独特の姿で面白い。ただし匂いはかなり臭い。